# Конфликт между ДР Конго и Руандой (2022—2025)

Военная обстановка на 16 мая 2025 года
—Под контролем «Движения 23 марта» и Руанды
—Под контролем Сухопутные войска Демократической Республики Конго и союзных ополченцев.
—Присутствие сил угандийской армии
—Присутствие вооружённых сил Бурунди
—Присутствие ополченцев Вазалендо (поддерживаемых ДР Конго)
Полезные ископаемые:
Золотые рудники
Танталовые, вольфрамовые или оловянные рудники

Конфликт между Демократической Республикой Конго и Руандой — вооружённое противостояние между силами ДР Конго и Руанды.
В ходе конфликта были множественные обстрелы приграничных городов ДР Конго. Из-за конфликта ДР Конго прекратила двухсторонние дипломатические отношения с Руандой. 
ДР Конго, ООН, США и другие западные страны обвиняют Руанду не только в поддержке повстанцев, но и в активном участии её вооружённых сил в конфликте. В ответ Руанда и конголезское Движение М23 обвиняет ДР Конго в сотрудничестве с Демократическими силами освобождения Руанды (ДСОР), военизированной группировкой хуту, которая принимала участие в геноциде тутси в Руанде.

## Предыстория, причины и цели
Истоки современного конфликта — в геноциде в Руанде 1994 года. Тогда в Заир (ныне ДР Конго) сначала бежали тысячи тутси, а затем, после смены власти в Руанде, — уже хуту.
В лагерях для беженцев формировались группировки, которые со временем стали конфликтовать с официальными властями ДР Конго. С 2004 по 2009 год в Северном Киву между группировками тутси и властями ДР Конго происходили боевые действия (тутси обвиняли власти в помощи группировкам хуту, которые якобы планировали организовать новый геноцид). В то время негласную поддержку повстанцам оказывала Руанда, которая рассчитывала усилить свое влияние в регионе.
В 2012 году тутси подняли новый мятеж в Киву. По данным отчётов ООН в этом конфликте Министр обороны Руанды фактически командовал восстанием в Демократической Республике Конго.
В 2022 году возобновившее деятельность Движение М23 обвинило власти ДР Конго в неспособности выполнить ранее достигнутые мирные договоренности — в частности, в неспособности защитить тутси от вооруженных группировок хуту. 
Российские дипломаты возможными причинами конфликта называют свободную миграцию населения из одной страны в другую, а также личные амбиции руководства государств (недоступная ссылка).

Это старая проблема, она часто появляется. Связано это со свободной миграцией населения одной страны в другую. И на этом деле играют известные силы, так что здесь нет ничего неожиданного. У них пограничные проблемы, поскольку миграционные передвижения населения не очень контролируются, границы не охраняются, они легко проходимые.
— Евгений Корендясов, 28 июля 2023
28 января 2025 года Корнель Нангаа, лидер Альянса реки Конго, в которое входит Движение М23, заявил, что целью повстанцев является захват власти в ДР Конго.

## Ход событий

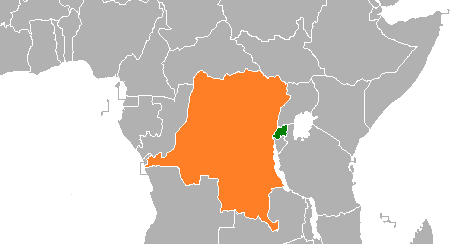
Демократическая республика Конго (оранжевый цвет) и Руанда (зелёный цвет) на карте Африки

### 2022

#### Март 2022
29 марта М23 сбило военный вертолет ДР Конго. На борту находились граждане Пакистана, России и Сербии.
Вскоре после начала наступления ДР Конго заявила, что Руанда поддерживает повстанческую операцию, что было опровергнуто правительством Руанды и повстанцами. Исследователь Международной кризисной группы Онесфоре Сематумба утверждал, что на возрождение М23, вероятно, повлияло желание Руанды остановить инфраструктурный проект, который свяжет ДР Конго и Уганду.

#### Май 2022
Конголезские силы заявили, что они захватили в плен двух руандийских солдат, которые в мае были тайно переправлены в ДР Конго. Оба были освобождены 11 июня. 23 мая, как сообщается, войска ВСДРК обстреляли район Мусанзе в Северной провинции Руанды, в результате чего несколько человек получили ранения. Двумя днями позже ДР Конго распорядилась приостановить все рейсы авиакомпании RwandAir. Руанда осудила эти действия, и авиакомпания RwandAir решила в ответ отменить рейсы в Киншасу, Лубумбаши и Гому.
В ответ на эти конфликты председатель Африканского союза и президент Сенегала Маки Саль заявили, что Африканский союз поддерживает «мирное урегулирование» сложившейся напряжённой ситуации.

#### Июнь 2022
Попытки посредничества продолжались и в следующем месяце, 2 июня президент Анголы Жуан Лоренсу попытался выступить посредником в урегулировании конфликта между двумя странами в Луанде.
9 июня представители ДРК заявили, что они обнаружили 500 переодетых руандийских военнослужащих спецназа в районе города Тшанзу в Северном Киву. На следующий день ДРК обвинила Руанду в обстреле ракетами школы в Бируме, в результате чего двое детей погибли, а ещё один человек, возраст которого не уточняется, получил серьёзные ранения. Руанда также заявила, что Конго обстреляла западную часть Руанды со стороны Бунаганы.
ООН призвала к введению режима прекращения огня между двумя странами, но 12 июня Демократическая Республика Конго заявила, что Руанда намеревается оккупировать город Бунагана, который войска М23 захватят на следующий день. Прибытие М23 вынудило около 30 000 человек бежать в Уганду. Демократическая Республика Конго заявила, что руандийские войска помогали оккупировать город. Повстанцы утверждали, что захват Бунаганы не был их целью, но они решили сделать это после неоднократных атак со стороны конголезской армии. Они также заявили, что готовы к прямым переговорам с правительством. Демократическая Республика Конго охарактеризовала падение Бунаганы как «не что иное, как вторжение» со стороны Руанды. Два высокопоставленных источника в конголезской службе безопасности заявили, что Уганда также помогала М23 в их наступлении. В тот же день Руанда обвинила миссию МООНСДРК в том, что она встала на сторону в конфликте, который, по её словам, позволял Конго осуществлять трансграничные атаки в Руанде.
В результате ожесточённых боёв около 137 конголезских солдат и 37 полицейских были вынуждены бежать в Уганду, где они сдались угандийским силам. В Кисангани подполковник, говорящий на языке Киньяруанда, подвергся нападению и избиению толпы.
Всего через несколько часов после того, как конголезские силовики призвали Демократическую Республику Конго разорвать все связи с Руандой, 17 июня конголезский солдат пересёк границу в районе Рубаву с АК-47 в руках и был застрелен офицером Национальной полиции Руанды. ДР Конго закрыло границу между двумя странами в ответ на гибель офицера, добавив, что будет проведено расследование этих событий. Когда тело офицера было доставлено в Гому, толпа, скандировала «герой, герой» и называла президента Руанды Поля Кагаме убийцей. Некоторые участники толпы выкрикивали ненавистные лозунги в адрес тутси.

#### Июль 2022

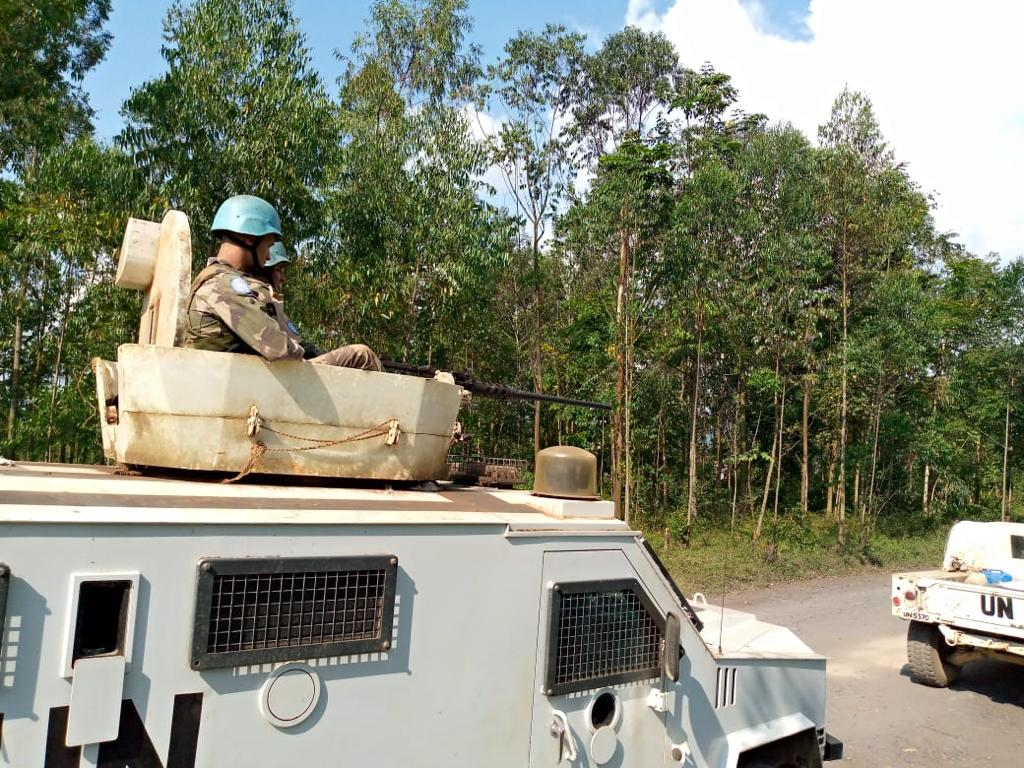
Марокканские миротворцы в Северном Киву. Июль 2022 года

6 июля в Анголе представители Руанды и Демократической Республики Конго пришли к соглашению о начале «процесса деэскалации» между двумя странами. На следующий день лидер М23 Уилли Нгома отдал приказ о новом наступлении, заявив, что «только М23 может подписать соглашение о прекращении огня с правительством».

#### Август 2022
В начале августа в прессу просочился отчёт для ООН, подготовленный независимыми экспертами. В отчёте приводились доказательства того, что руандийские войска вторглись на территорию Конго, чтобы поддержать М23, сражаясь бок о бок с повстанцами. Эти выводы привели к тому, что журналисты и официальные лица в ДРК призвали ООН ввести санкции против Руанды.

#### Октябрь 2022
24 октября руандийский солдат, дезертировавший из 401-го батальона руандийских вооруженных сил, сдался на базе МООНСДРК в Кивандже, заявив, что он был отправлен в Руанду в рамках военной операции, и умолял войска ООН не отправлять его обратно в Руанду. 4 ноября он был передан силам ВСДРК.
Исследование безопасности в Киву, проведённое Университетом Нью-Йорка совместно с Конголезской исследовательской группой, показало, что на спутниковых фотографиях, сделанных в конце октября 2022 года в Ругари, на территории Рутшуру, видны солдаты с нашивками, похожими на знаки отличия Руандийских сил обороны.

#### Ноябрь 2022
19 ноября конголезский солдат был застрелен при попытке пересечь пограничный пост в районе Рубаву. Силы обороны Руанды заявили, что он был убит после того, как открыл огонь по сторожевым вышкам. ВС ДРК подтвердили, что солдат был убит, назвав его недавно призванным новобранцем, который пропал без вести во время патруля. ДРК и Руанда заявили, что расследуют инцидент.
24 ноября Восточноафриканское сообщество потребовало прекращения огня между Руандой и Демократической Республикой Конго, а также приказало группировке М23 покинуть все оккупированные территории. Восточноафриканское сообщество заявило, что оно возглавит военную операцию по подавлению беспорядков в Киву, если эти приказы не будут выполнены. На саммите в Луанде, Ангола, Руанда и Демократическая Республика Конго договорились о прекращении огня, которое официально вступило в силу 25 ноября в 16:00 по Гринвичу.
М23 отвергло предложение о прекращении огня, поскольку их не пригласили принять участие в диалоге. Представитель повстанческой группировки сообщил, что «М23 ознакомилось с документом в социальных сетях. На саммите никого из М23 не было, так что на самом деле это нас не касается… Обычно, когда объявляется перемирие, это происходит между двумя враждующими сторонами».

#### Декабрь 2022
5 декабря Демократическая Республика Конго объявила, что 272 мирных жителя были убиты в ходе массового расстрела в восточном городе Кишише, провинция Северное Киву. Конголезское правительство возложило ответственность за эти убийства на «М23», хотя само «М23» отрицало свою причастность. Расследование было начато генеральным прокурором ДРК Жаном-Полем Муколо.

### 2023

#### Январь 2023
19 января 2023 года правительство Руанды заявило, что у Демократической Республики Конго есть «чёткие указания» на то, что она «готовится к войне». 24 января, конголезский Су-25 был повреждён огнем ПЗРК, выпущенным руандийскими войсками, после того как он нарушил воздушное пространство Руанды.
27 января стратегический город Мвесо пал после пяти дней ожесточенных столкновений с армией Руанды и М23. Город имел важное экономическое и военное значение. M23 также получила контроль над деревней Ндухи.

#### Июль 2023
27 июля Демократическая Республика Конго заявила, что она отразила вторжение руандийской армии к северу от Гомы. Согласно местным источникам, в ходе столкновения был убит руандийский солдат.

#### Октябрь 2023
18 октября ООН выразила обеспокоенность в связи с риском начала прямой войны между обеими странами.

#### Ноябрь 2023
6 ноября госсекретарь США Энтони Блинкен призвал президента ДР Конго Феликса Чисекеди и президента Руанды Поля Кагаме к деэскалации конфликта после серии столкновений повстанцев с правительственными войсками в Киншасе. 21 ноября лидеры двух стран договорились о мерах по снижению напряжённости в отношениях между двумя странами, согласно данным американской разведки. На следующий день повстанцы М23 заявили, что они захватили город Мвесо.
19 ноября ДР Конго подписала соглашение о статусе войск Сообщества по развитию Юга Африки (САДК), которые должны развернуться на востоке страны как миротворцы.

#### Декабрь 2023
В своём выступлении, состоявшемся 9 декабря, Чисекеди сказал: «Если Кагаме захочет вести себя как Адольф Гитлер, преследуя экспансионистские цели, я обещаю, что он закончит так же, как Адольф Гитлер» — в отношении немецкого диктатора, ответственного за Холокост. Пресс-секретарь правительства Руанды осудил это заявление, обвинив Чисекеди в том, что он выступил с «громкой и недвусмысленной угрозой».
20 декабря Чисекеди пригрозил вторжением в Руанду, заявив: «Меня уже тошнит от вторжений и повстанцев М23, которых поддерживает Кигали», что было встречено скандированием: «Кагаме вон!».

### 2024

#### Январь 2024
16 января в районе Рубаву в Руанде конголезский солдат был убит военнослужащими Руанды. Предположительно он открыл огонь по руандийским солдатам, после чего был застрелен.
Феликс Чисекеди был приведён к присяге и вступил во второй срок своего президентского правления, пообещав разобраться с беспорядками на востоке страны.

#### Февраль 2024
12 февраля силы Руанды обстреляли на востоке ДР Конго БПЛА миротворцев ООН. Руанда выпустила ракету «земля — воздух», нацеленную на беспилотник, однако не смогла его поразить.
13 февраля президент ЮАР Сирил Рамафоса распорядился направить 2,9 тыс. военнослужащих в ДР Конго для противодействия повстанцам в рамках миссии Сообщества развития Юга Африки.
17 февраля Государственный департамент США опубликовал заявление, в котором осудил предполагаемую поддержку Руандой М23 и призвал правительство Руанды вывести весь личный состав РДФ и ракетные системы класса «земля-воздух» из ДРК. Министерство иностранных дел Руанды отвергло требования США, заявив, что их недавние действия были оправданы как оборонительные меры против ДСОР, и поставило под сомнение способность США выступать в качестве надежного посредника в Африканском регионе Великих озёр. Заявление Руанды завершилось утверждением, что ДСОР должны быть разоружены и репатриированы в Руанду, при этом МИД также заявил: «Руанда оставляет за собой право принимать любые законные меры для защиты нашей страны, пока существует эта угроза».
Демократическая Республика Конго обвинила Руанду в проведении атаки с использованием беспилотника, в результате которой был повреждён гражданский самолёт в международном аэропорту Гомы.

#### Март 2024
Повстанцы из М23 взяли под свой контроль город Ньянзале. Погибло 15 человек.

#### Август 2024
30 августа 2024 года Демократическая Республика Конго обязалась подать в суд на Руанду в Восточноафриканский суд.

### 2025

#### Январь 2025
Пресс-секретарь ООН по делам беженцев Эуджин Бен сказал, что интенсивные боевые действия на территориях Масиси и Луберо вынудили около 150 000 человек покинуть свои дома только с 1 по 6 января.
21 января М23 взяли город Минова, который являлся важным центром производства рыбной и сельскохозяйственной продукции.
26 января ДР Конго приостановило дипломатическое сотрудничество с Руандой. По информации, армия Руанды якобы готова вторгнуться в город Гома.

##### Битва за Гому
25 января армия Руанды совместно с М23 пересекли границу и вошли в Гому. В период с 25 по 26 января погибло трое миротворцев из МООНСДРК.
26 января погибло примерно 13 миротворцев в ходе боев за город Гома.
27 января М23 заявило о захвате города Гома, с населением 600 тысяч человек
30 января город Гома пал.

#### Февраль 2025
5 февраля пал шахтерский городок Ньябибве.
6 февраля пал Нямукуби.
7 февраля пал Ихуси.
Британское издание Gurdian заявило о примерно 800 погибших воинах Руанды входе боев за Гому.

##### Битва заБукаву
С 5 февраля М23 и Руанда начали продвигаться к Букаву. 14 февраля M23 окружили аэропорт Кавуму, расположенный примерно в 30 километрах от Букаву. 16 февраля город пал.
Вечером 16 февраля был взят город Каманьола, что означало взятие всей государственной границы между ДР Конго и Руанды.

#### Март 2025
13 марта САДК объявило о поэтапном выводе войск из ДР Конго. И 13 марта 2025 года М23 начали продвижение в глубь ДР Конго. 18 марта пал крупный город Валикаль, он был связующим звеном с Букаву.

#### Апрель 2025
М23 3 апреля вывели свои войска из города Валикале. Это стало жестом «доброй воли» перед третьим раундом переговоров в Дохе.

## Международная реакция
- Бельгия
  - Поддержала территориальную целостность ДР Конго[50]
- США
  - Осудили рост насилия на востоке ДР Конго[51]
  - 21 февраля 2025 года минфин США ввело санкции в отношении министра Руанды по вопросам региональной интеграции Джеймса Кабаребе, высокопоставленного боевика М23 Лоуренса Каньюки и двух его компаний, зарегистрированных в Великобритании и Франции[52][53]

США решительно осуждают сегодняшнее нападение Сил обороны Руанды и позиций M23 на лагерь для внутренне перемещенных лиц Мугунга на востоке Демократической Республики Конго. Важно, чтобы все государства уважали суверенитет и территориальную целостность друг друга.
— Мэтью Миллер, 3 мая 2024
- Франция
  - Обвинила Руанду в поддержке повстанцев в ДР Конго[55]

Также США, Франция, Бельгия и Европейский союз, призвали Руанду вывести свои войска и прекратить поддержку восстания М23
- Россия
  - Россия осудила нападение на миротворцев ООН 25 и 26 января 2025 года[38][57]

Председатель комиссии Африканского союза Муса Факи Махамат призвал к немедленному прекращению войны в ДР Конго.
- ЕС
  - 21 февраля 2025 года вызвал посла Руанды при ЕС в связи с продолжением боевых действий в ДР Конго[58]

## Контрабанда

Карта захваченных рудников на апрель 2025

Правительство ДР Конго утверждает, что Руанда после захвата города Рубайя начала вывозить полезные ископаемые из страны и перерабатывать на заводе в Кигали, открытом в 2022 году. Из-за этого ДР Конго теряло около 1 млрд. долларов в год.

## Обмен военнопленными
2 марта 2025 года М23 передало Руанде 14 военнопленных, которые, предположительно, относились к ДСОР.

## Переговоры

### С Руандой
22 сентября 2022 года Поль Кагаме, Эммануэль Макрон и Феликс Чисекеди провели встречу, инициатором которой выступил президент Франции. Входе этой встречи в соответствии с Луандийским процессом они договорились действовать сообща, чтобы добиться скорейшего вывода М23 из всех населенных пунктов, которые она оккупирует.
6 ноября 2023 госсекретарь США Энтони Блинкен призвал президента ДР Конго Феликса Чисекеди и президента Руанды Поля Кагаме к деэскалации конфликта. 21 ноября лидеры двух стран договорились о мерах по снижению напряжённости в отношениях между двумя странами. На следующий день повстанцы М23 заявили, что они захватили город Мвесо.
Встреча Феликса Чисекеди и Поля Кагаме должна была состояться 15 декабря 2024 года в столице Анголы Луанде. Планировалось обсуждение мирного урегулирование конфликта на востоке ДР Конго. Однако Кагаме не прибыл в Луанду перед началом саммита, и встреча была отменена. Руанда обвинила в срыве ДР Конго, поскольку конголезские официальные лица отказались от присутствия на переговорах повстанцев M23.

Я не подчинюсь диктату грабительского режима, который живёт только за счет крови конголезцев и разграбления наших ресурсов. Мы по-прежнему бескомпромиссны и не ведем переговоров с движением «М23», которое представляет собой не что иное, как замаскированную Руанду.
— Феликс Чисекеди
В начале марта 2025 года ДР Конго, Руанда и М23 согласовали встречу 18 марта в Луанде, но М23 отказались от встречи. 
19 марта 2025 президент Руанды и президент ДР Конго провели переговоры в Катаре. Оба президента призвали к прекращению огня и продолжению мирных переговоров. 

### С США
6 марта 2025 года ДР Конго предложила США доступ к редкоземельным металлам, в обмен на помощь против М23 и Руанды. 8 марта начались переговоры.
19 июня 2025 года прошла встреча делегаций ДР Конго и Руанды, в ходе которой был согласован текст мирного договора. 27 июня 2025 года в Вашингтоне мирный договор был подписан.
Основные пункты договора: 
- Вывод войск с территории ДР Конго;
- Уважение территориальной целостности ДР Конго;
- Разоружение группировок (в первую очередь М23);
- Репатриация перемещенных лиц;
- Минералы ДР Конго в обмен на безопасность.

## Поиск лидеров М23
9 марта 2025 года власти ДР Конго назначили награду в размере 5 миллионов долларов за информацию о местоположении лидеров М23:  Корнеля Нангаа, Бертран Бисимву и Султани Макенгу.